# 土耳其人

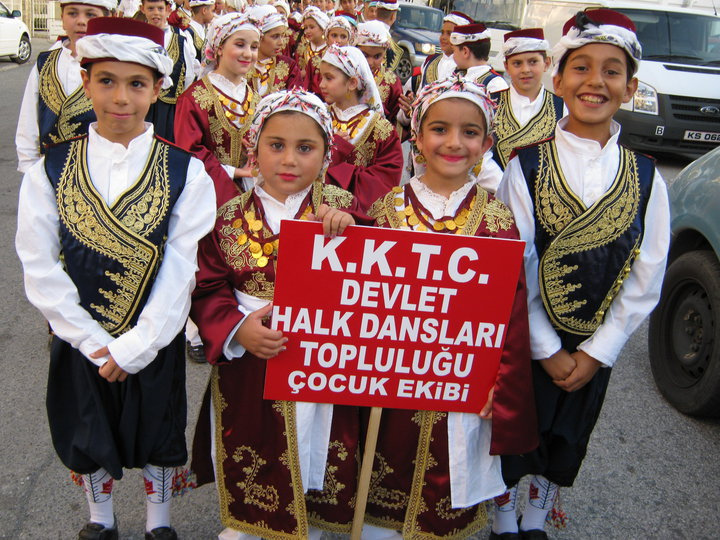
身穿民族服飾的土耳其族的兒童

土耳其人 （土耳其語：Türkler）是土耳其共和國的主體民族（佔该国人口70-75%），絕大多数信奉伊斯蘭教遜尼派，源自奥斯曼帝國時期。該民族主要分佈於土耳其、北馬其頓、科索沃、波斯尼亞、德國、法國、阿塞拜疆、北塞浦路斯、希臘、俄羅斯、保加利亞、喬治亞、羅馬尼亞、奧地利、英國、荷蘭、比利時、列支敦士登、伊拉克、黎巴嫩、哈薩克斯坦、烏茲別克斯坦、澳大利亞、北美地區等地。
土耳其人祖先最早可追溯至突厥人，使用的語言為土耳其語，屬突厥語系，但因長期與西亞、東歐民族混血導致血緣偏向高加索人種民族，原始突厥血統保留極少。

## 詞源和民族認同
土耳其人主要種族來源是安納托利亞的希臘人、亞美尼亞人、庫爾德人、阿拉伯人與波斯人，以及古代的西臺人、吕底亞人與後來的高加索地區和巴爾幹半島的居民、以及從11世纪以后由中亞遷入小亞細亞的烏古斯人混血而成，血統上偏向高加索人種中的巴爾幹-高加索人種；但在文化心理認同上，土耳其人普遍接受自己是突厥人。
1071年之後，烏古斯人開始在安納托利亞建國，蒙古伊爾汗國時代大量烏古斯人因躲避蒙古人進入安納托利亞，逐渐融入當地居民中，同時將伊斯蘭教信仰帶入土耳其。
在鄂圖曼帝國時代，土耳其人是指安納托利亞東部穆斯林農民，統治階層自稱鄂圖曼人，直到19世紀歐洲民族主義傳播至鄂圖曼帝國，他們才開始自稱土耳其人(之前土耳其人只是穆斯林米利特一部分，在當時土耳其人有“農民，粗魯，無所事事的意思”)。

## 文化

### 藝術與建築

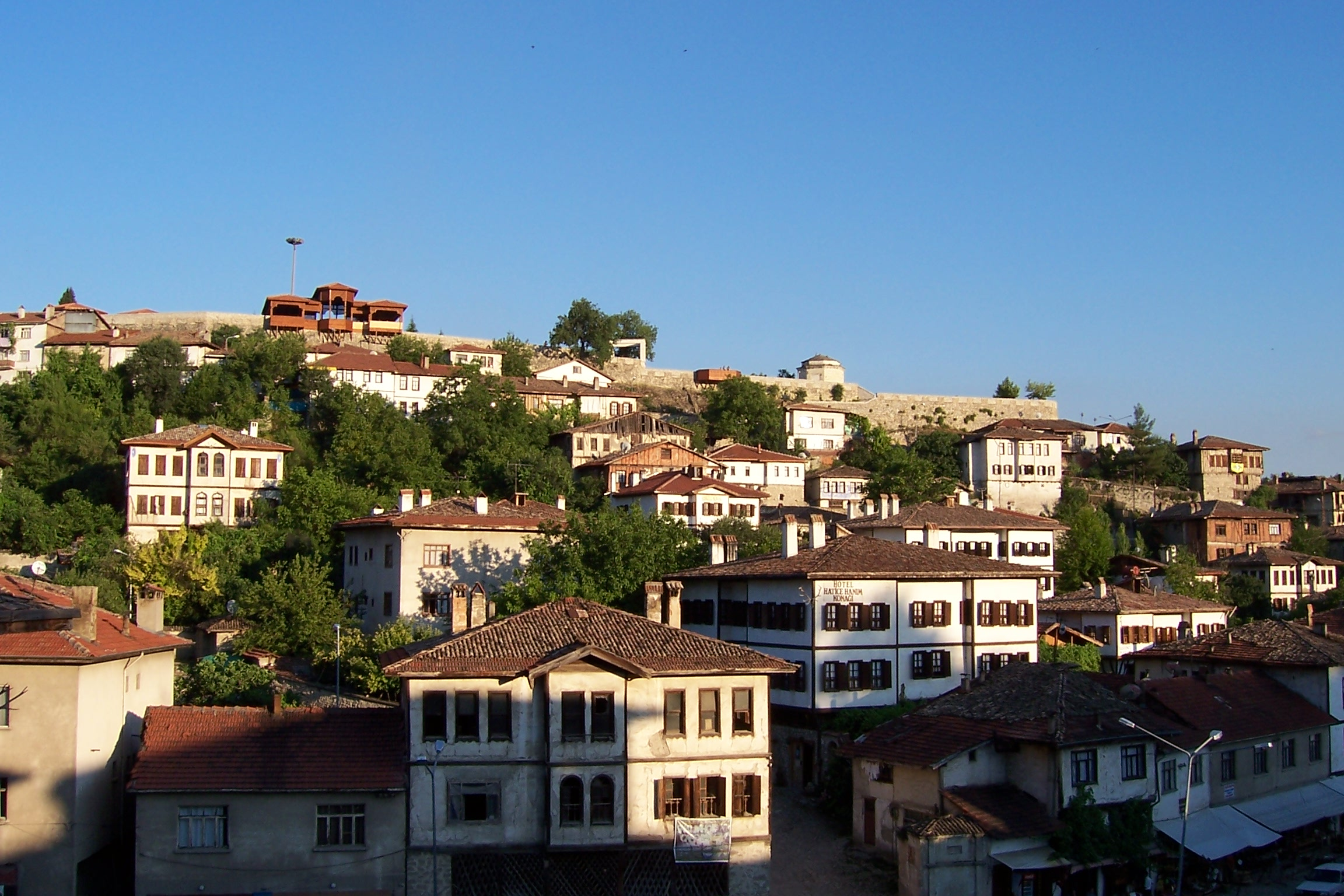
番紅花城

土耳其建築在鄂圖曼帝國時期發展達到巔峰；受塞爾柱，拜占庭和伊斯蘭建築影響的鄂圖曼建築開始發展自己的風格，鄂圖曼建築混合地中海和中東建築的風格。隨著土耳其從封建帝國轉變成民主共和國，實行政教的分離政策，藝術表現方式的大量增加。土耳其政府投入大量資源進入藝術領域；如博物館，劇院，歌劇院和建築。
傳統的土耳其音樂包括源自鄂圖曼王朝宮廷的土耳其民間音樂（Halk Müziği），土耳其民間音樂，Fasıl和奧斯曼古典音樂。
現代土耳其音樂包含土耳其流行音樂，搖滾和土耳其嘻哈音樂。

### 語言
土耳其語，也稱土耳其文，屬於突厥語系烏古斯語支。在土耳其、巴爾幹半島、賽普勒斯、梅斯赫蒂和以前鄂圖曼帝國統治的區域。土耳其語是土耳其共和國的官方語言。在巴爾幹半島，土耳其裔仍然使用土耳其語，特別是在保加利亞，希臘（主要是西色雷斯），科索沃，馬其頓共和國，羅馬尼亞（主要在多布羅加）和摩爾多瓦（主要在加告茲）。 塞浦路斯的土耳其語於1571年被鄂圖曼帝國征服時被引入，並成為很重要的語言。

### 宗教
土耳其宗教（2012）
根據中央情報局的統計資料，土耳其99.8％的人口是穆斯林，大多數是遜尼派（哈乃斐派），其餘的0.2％主要是基督徒和猶太人。土耳其估計有1千萬到1千5百萬的阿列維派穆斯林。 土耳其的基督徒族群包括敘利亞人，亞美尼亞人和希臘人。土耳其猶太人主要是塞法迪猶太人；土耳其基督教新教信徒主要為穆斯林改宗者。
根據KONDA研究，只有9.7％的人口稱自己是“完全虔誠的信徒”，而52.8％的人表示自己有“宗教信仰”。
69.4％的受訪者表示他們或他們的太太會穿著伊斯蘭蓋頭（其中1.3％是卡多爾），儘管這一比率在幾個人口統計學中下降：18-28 歲時有53％，大學畢業有27.5％，碩士或更高學位有16.1％ 。自共和國時代以來，土耳其為一個世俗國家。根據一項民意調查，90％的受訪者表示，土耳其應被定義為世俗國家。

## 基因遺傳來源
早期研究土耳其人基因，大都認為土耳其人基因為中亞突厥人的基因，2003年一項關於等位基因頻率的研究表明，屬於蒙古人種的突厥人與現代小亞細亞土耳其人之間缺乏遺傳關係，儘管土耳其人使用的土耳其語屬於突厥語系。根據American Journal of Physical Anthropology（2008）研究，今天的土耳其人與巴爾幹半島的種族的關係比與中亞的種族更為接近，然而，最近的研究提到了混血基因。
根據2021年的Turkish DNA Project（土耳其人的DNA檢測專案），土耳其人有53.5%為安納托利亞土著血統，也就是古希臘人血統。15.75%才是突厥人血統，還有13.8%為巴爾幹人血統，另外7%為亞美尼亞人血統；6.4%為伊朗人血統；3.6%為喬治亞人血統。

### 土耳其人的人類Y染色體DNA單倍型類群分佈

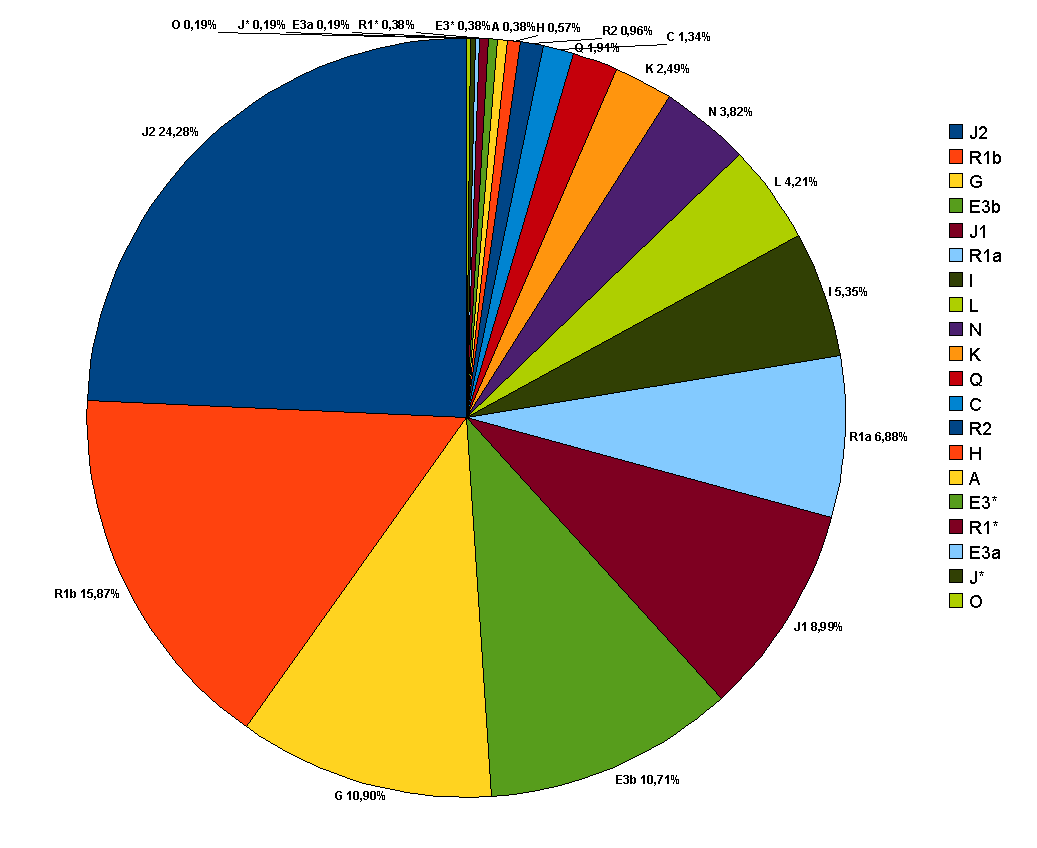
土耳其人基因中的人類Y染色體DNA單倍型類群分佈

- Haplogroup J2 (Y-DNA)=24.28% – J2 (M172) 最有可能的起源地為高加索、黎凡特和美索不達米亞一帶，今主要在西亞、中亞、南亞和東南歐和北非的男性人口身上找到
- Haplogroup R1b (Y-DNA)=15.87% - 最有可能的起源地為西亞或中亞，今主要在西歐的凱爾特人（愛爾蘭人、西班牙人等）、東歐的巴什基爾人、中非的乍得和喀麥隆的男性人口身上找到，凱爾特人曾在西元前3世紀入侵安納托利亞半島（參見：加拉太人）
- Haplogroup G (Y-DNA)=10.9% – 最有可能的起源地為西亞，今主要在格魯吉亞男性人口身上找到
- Haplogroup E1b1b (Y-DNA)=10.7% 最有可能起源地為東北非或非洲之角，今主要在北非和非洲之角的男性人口身上找到[97]
- Haplogroup J1 (Y-DNA)=8.99% – 最有可能的起源地為西亞，今主要在阿拉伯半島和蘇丹的男性人口身上找到
- Haplogroup R1a (Y-DNA)=6.88% – 最有可能的起源地為歐亞，今主要在中亞、南亞、中歐、東歐和東南歐的男性人口身上找到
- Haplogroup I (Y-DNA)=5.35% – 最有可能的起源地為中歐，今主要在北歐、東歐、東南歐、西亞的男性人口身上找到
- Haplogroup L (Y-DNA)=4.21% – 最有可能的起源地為西亞、南亞或帕米爾高原，今主要印度次大陸和呼羅珊（現在西亞和中亞部分地區）的男性人口身上找到，在高加索地區也有零星分佈
- Haplogroup N (Y-DNA)=3.82% – 最有可能的起源地為東亞，今主要在歐亞大陸北部的男性人口身上找到
- Haplogroup K (Y-DNA)=2.49% – 最有可能的起源地為亞洲，幾乎在所有大陸上的男性人口當中都有一定比率屬於此單倍群
- Haplogroup Q (Y-DNA)=1.91% –  最有可能的起源地為中亞或西伯利亞中南部，為典型的古西伯利亞單倍群，今主要在西伯利亞、土庫曼、羅馬尼亞的塞凱伊人和南北美洲原住民的男性人口身上找到
- Haplogroup C (Y-DNA)=1.34% – 最有可能的起源地為西南亞、東南亞或中亞，今主要在中亞、東亞男性人口，以及澳洲、北美洲的原住民男性人口身上找到
- Haplogroup R2 (Y-DNA)=0.96% – 最有可能的起源地為南亞或中亞，今主要在南亞或中亞男性人口身上找到
- Haplogroup H (Y-DNA)=0.57% – 最有可能的起源地為南亞或西南亞，今主要在南亞的男性人口，以及羅姆人、高棉人的男性人口身上找到
- Haplogroup A (Y-DNA)=0.38% – 最有可能的起源地為非洲，為最原始的Y染色體單倍群，今主要在南非和中非的男性人口身上找到
- Haplogroup E3* (Y-DNA)=0.38% – 最有可能的起源地為東非，今零星分佈在中東和歐洲的男性人口身上
- Haplogroup R1 (Y-DNA)=0.38% – 最有可能的起源地為中亞、南亞或西南亞，在歐亞大陸和美洲都有分佈
- Haplogroup E3A (Y-DNA)=0.19 – 最有可能的起源地為西非或中非，因班圖人擴張而廣泛分佈在非洲同操尼日爾-剛果語系各語言的男性人口中
- Haplogroup J* (Y-DNA)=0.19 - 最有可能的起源地為西亞，今主要在北非、中東、東南歐的男性人口身上找到
- Haplogroup O (Y-DNA)=0.19 - 最有可能的起源地為東亞，今主要在東亞、東南亞、波利尼西亞的男性人口身上找到